# Cystobranchus mammillatus
Cystobranchus mammillatus är en ringmaskart som först beskrevs av Malm 1863.  Cystobranchus mammillatus ingår i släktet Cystobranchus och familjen fiskiglar. Inga underarter finns listade i Catalogue of Life.